# Citroën LN
Citroën LN, som er den første model som følge af absorptionen af Citroën-bilproducenten fra Peugeot, blev lanceret i august 1976. bilen deler sin platform med Talbot Samba og Peugeot 104, og i 1979 hedder det LNA. Produktionen stoppede i 1986 og blev erstattet af AX.